# Вележ (гора)
Вележ — гора в Республике Сербской. Находится в Восточной Герцеговине. Её высота составляет 1 969 метров над уровнем моря. У подножия горы находится город Мостар. На горе пасут скот, хотя на её склонах, кроме северного, практически нет источников воды, кроме истока реки Буны. Над лесной зоне к вершине находится ряд больших глубоких ям со снегом, из которых летом достают снег для водопоя скота, Северная сторона горы богата водой, там находится и небольшое гляциальное озеро. К западу от горы пролегает железная дорога, связывающая Сараево с побережьем Адриатики.

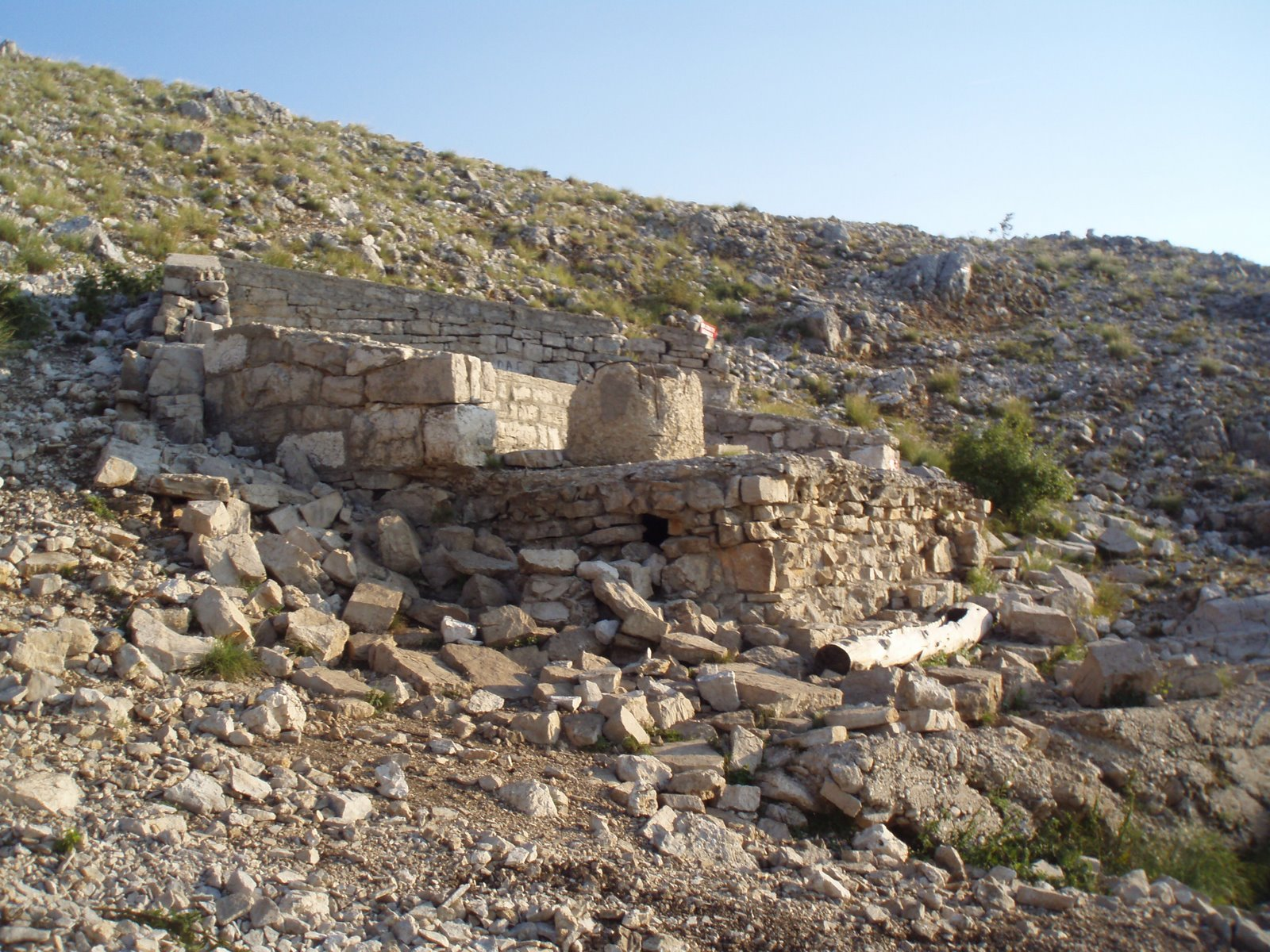
Старое укрепление на горе
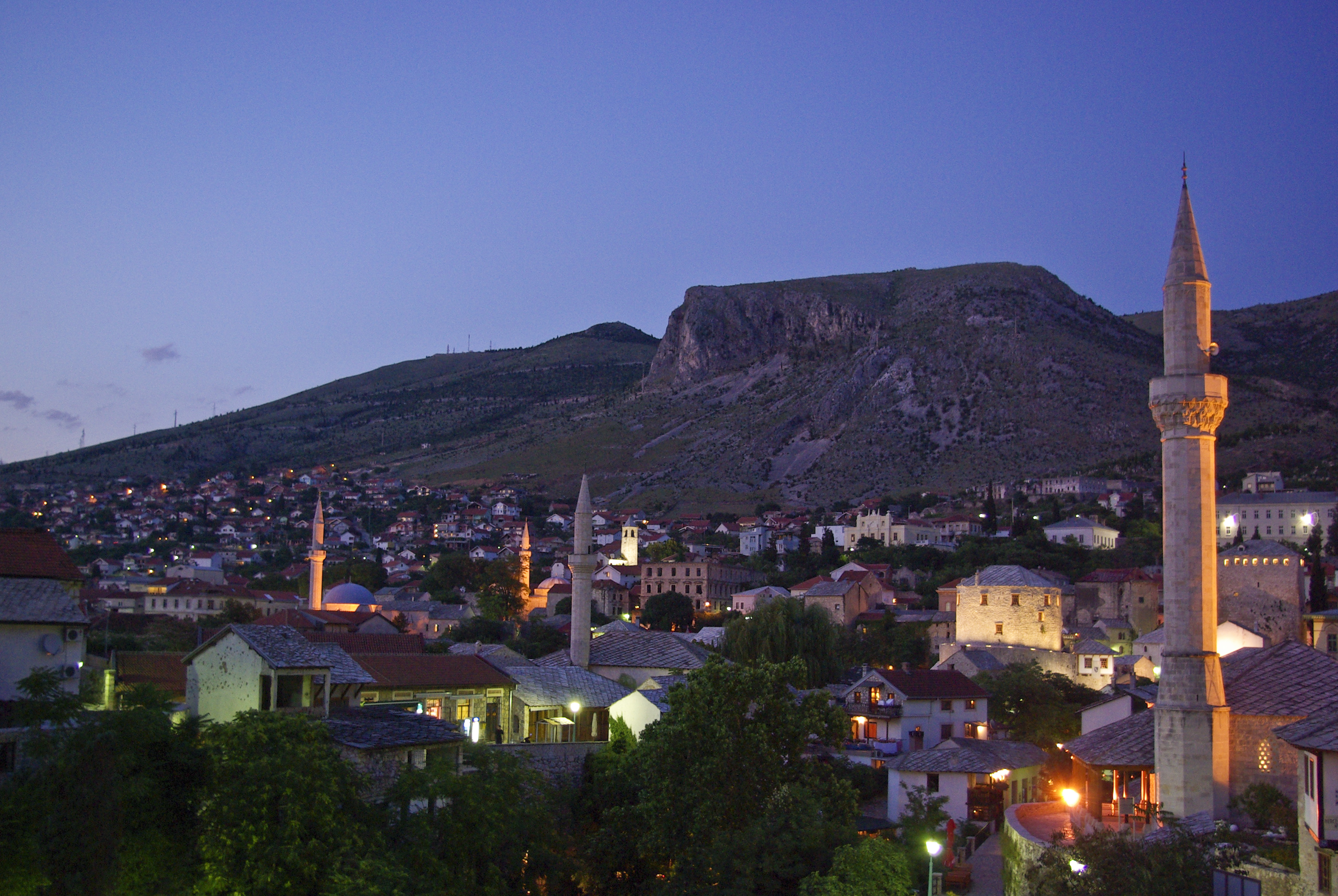
Вид на гору ночью
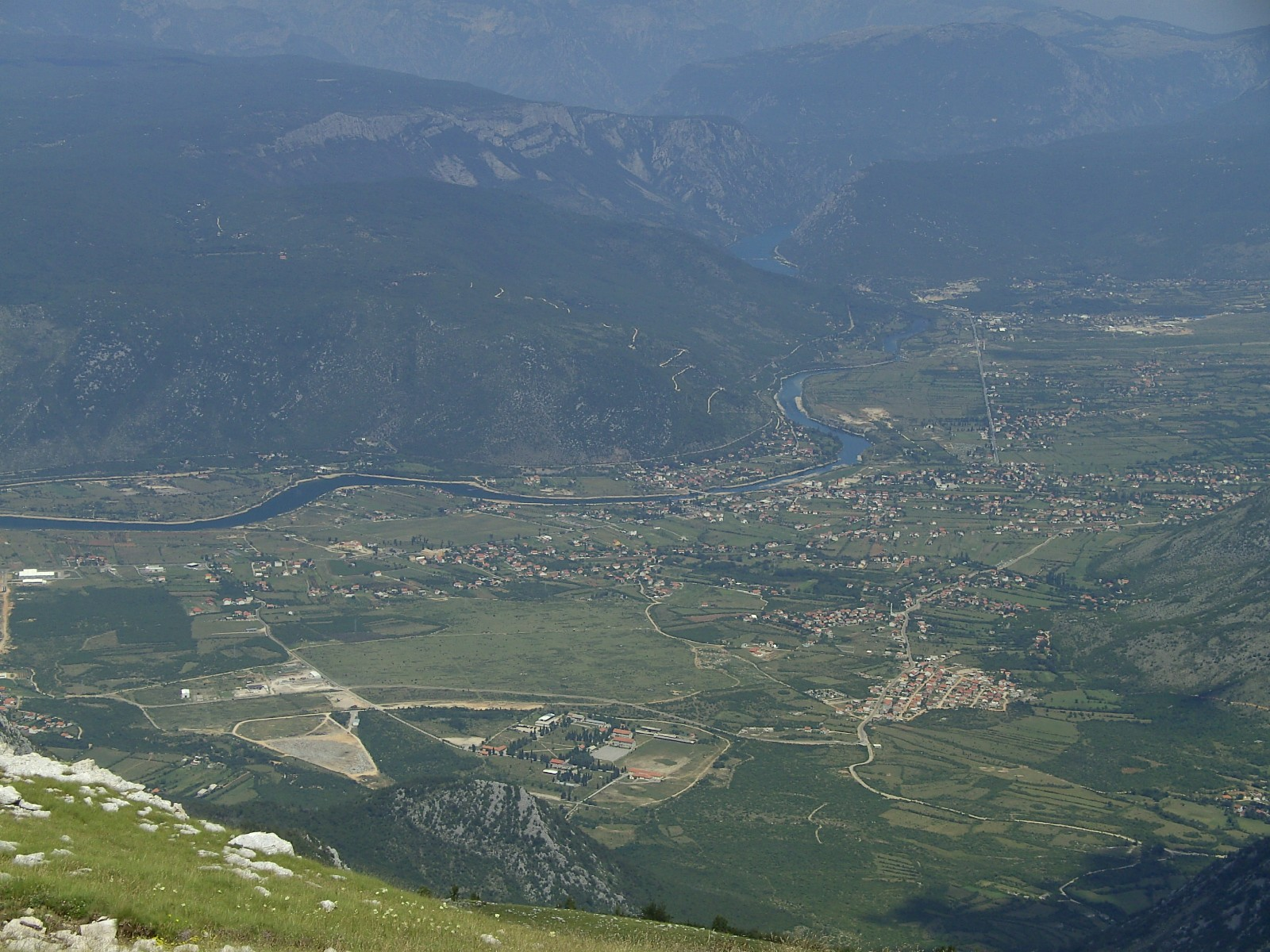
Долина Неретвы, вид с Вележа